# Argentoleon longitudinalis
Argentoleon longitudinalis är en insektsart som först beskrevs av Navás 1914.  Argentoleon longitudinalis ingår i släktet Argentoleon och familjen myrlejonsländor. Inga underarter finns listade i Catalogue of Life.